# 에어본 (1993년 영화)
《에어본》(Airborne)은 미국에서 제작된 롭 보우먼 감독의 1993년 모험, 코미디 영화이다. 셰인 맥더못 등이 주연으로 출연하였고 브루스 데이비 등이 제작에 참여하였다.

## 출연

### 주연
- 셰인 맥더못
- 세스 그린

### 조연
- 브리트니 포웰
- 크리스 콘래드
- 에디 맥크러그
- 패트릭 토머스 오브라이언
- 잭 블랙
- 알라나 우바치

## 기타
- 미술: 존 마이어
- 의상: 아비게일 머레이